# Bronisław Tumiłowicz
Bronisław Tumiłowicz (ur. 1950 we Wrocławiu) – polski dziennikarz.
Tumiłowicz pracę dziennikarską rozpoczął w 1973 roku od stażu w Redakcji Zagranicznej PAP. Potem pracował w Sztandarze Młodych, Płomieniach, Argumentach, Motorze, Rynkach Zagranicznych, Przeglądzie Tygodniowym i Przeglądzie. Zajmował stanowiska dyrektorskie w prasie, m.in. kierownik działu reportażu („Argumenty”), zastępca kierownika działu ekonomicznego („Sztandar Młodych”). W latach 1998–2002 był redaktorem naczelnym miesięcznika „Życie Muzyczne”. Został członkiem Klubu Publicystów Morskich SDP i SDRP.
Nagrodzony odznakami: Zasłużony Pracownik Morza i Zasłużony dla Pomorza Zachodniego.
Cykle publikacji dziennikarskich: m.in. reportaże społeczne i ekonomiczne, felietony w tygodniku Argumenty, III Programie Polskiego Radia i dzienniku Metropol, sondy dziennikarskie i wywiady w tygodniku Przegląd.